# Anathema (hudební skupina)
Anathema je britská rocková skupina z Liverpoolu založená v roce 1990. Sestava se skládá ze zpěváků a kytaristů – bratrů Vincenta a Daniela Cavanaghových, jejich bratra Jamieho Cavanagha, jež hraje na basovou kytaru, sourozenců Johna a Lee Douglasových, z nichž první je bubeníkem a druhá zpěvačkou, a dále klávesisty Daniela Cardosa (od listopadu 2012).

## Biografie

### Začátky
Kapela vznikla v létě roku 1990 ve složení:
- Darren White – zpěv
- Danny Cavanagh – kytara
- Vincent Cavanagh – kytara
- Jamie Cavanagh – basová kytara
- John Douglas – bicí

Název Pagan Angel si kapela po krátké době změnila na výstižnější – Anathema. V tomto případě se jejich název nelze brát jako vyloučení z církve (anathema je církevní kletba), ale spíše jako vyloučení z mainstreamové hudby (distancování se od hlavního hudebního proudu).

### Debut

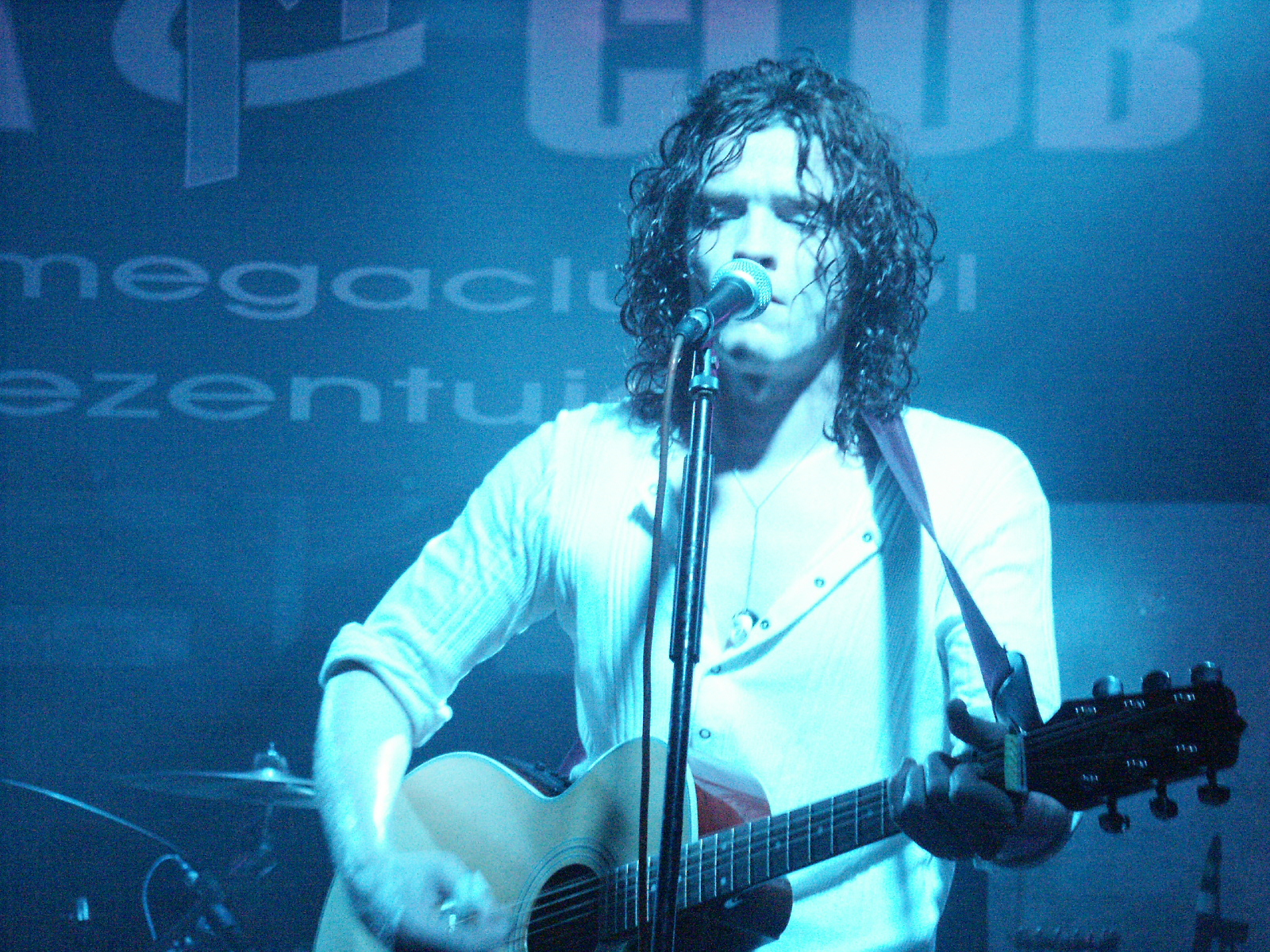
Vincent Cavanagh

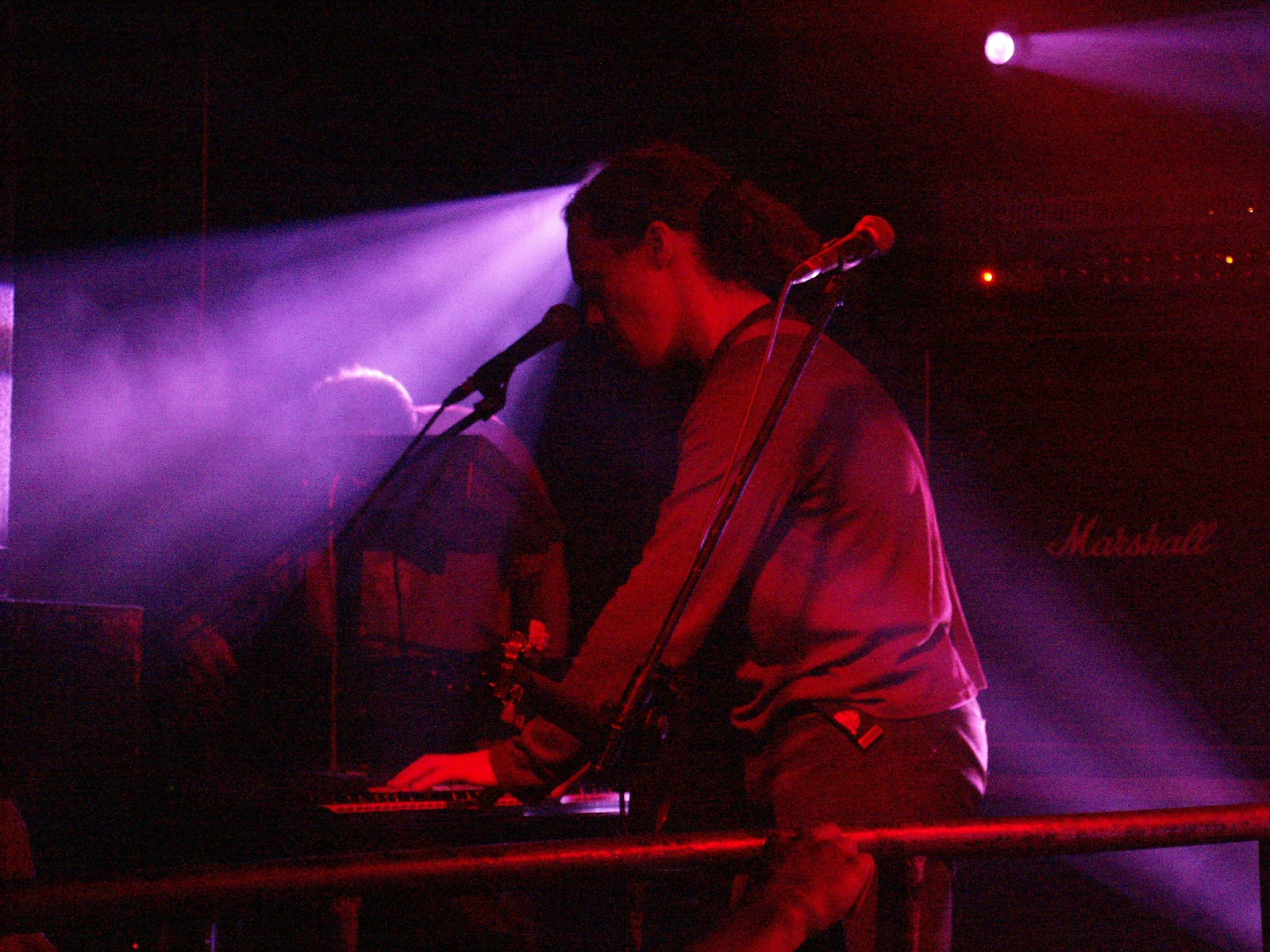
Daniel Cavanagh

Jejich první demo An Iliad of Woes skupina nahrála v listopadu téhož roku. Druhé demo s názvem All Faith Is Lost bylo nahráno v létě 1991. Písně z obou demokazet se dočkaly pozitivního ohlasu, takže zanedlouho se opět vrátili do studia, kde nahráli singl They Die se dvěma písněmi - Crestfallen a They Die. Zanedlouho na to odešel z kapely baskytarista Jamie Cavanagh a nahradil ho Duncan Patterson.
V létě 1992 se skupina opět setkala ve studiu, aby nahrála své debutové EP - The Crestfallen, po kterém o rok později následovalo album Serenades. O úspěšnosti alba svědčí to, že Anathema byla předskokanem na turné legendy Cannibal Corpse. Album bylo oceněno časopisem Metal Hammer a klip k písni Sweet Tears se dlouhé týdny držel v žebříčku hudební stanice MTV. Na podzim skupina vyrazila na evropské turné po státech jako jsou Nizozemsko, Belgie a Irsko. Na jaře 1994 navštívili Německo spolu s kapelami Cradle of Filth a At the Gates. Následovaly koncerty ve Finsku, Rakousku, Švýcarsku a Rumunsku. V srpnu se podívali do daleké Brazílie, kde vystupovali na Indipendent Rock Festivalu. Po návratu pokračovali znovu v Belgii a Nizozemsku. Ještě předtím však stihli natočit další singl, Pentecost III. V následujícím roce odešel z kapely zpěvák Darren White (založil kapelu The Blood Divine). Za mikrofon se postavil mladší z bratrů Cavanaghových, kytarista Vincent.
Odchod zpěváka neovlivnil úspěšnost kapely, spíše naopak. Vincent ukázal, že má na zpívání opravdu talent. Nové album The Silent Enigma spatřilo světlo světa na konci října 1995. Mnozí nadšenci přirovnali toto album ke srážce Pink Floyd s Black Sabbath. Jako předkapela vystupovali na turné Paradise Lost, později na Dynamo festivalu v Nizozemsku.

## Další tvorba
Téměř přesně o rok vyšlo jejich další, podle mnohých nejúspěšnější album Eternity. V květnu 1997 vyšlo první video s názvem A Vision Of A Dying Embrace. O měsíc odešel z kapely bubeník John, dočasně nahrazen Shaunem Taylor-Steelsem (ex-Solstice).
V lednu 1998 za začalo nahrávání dalšího alba, Alternative 4. Zajímavé, ale už ne metalové album se dostalo na pulty prodejen v polovině téhož roku. Kapela opustila vydavatelství Peaceville a podepsala kontrakt s Music For Nations. Po neshodách v kapele se rozloučil Duncan, jehož vystřídal Dave Pybus. V listopadu se do kapely znovu vrátil John.
Na začátku roku 1999 začali s nahráváním alba Judgement. V roce 2000 se znovu objevili na nizozemském Dynamo festivalu a v Polsku v rámci Judgement Tour 2000. V květnu se stal novým členem kapely klávesák Les Smith (spolupracoval s nimi již na albu Eternity). Zbytek roku věnovali dalšímu nahrávání. Nové album vyšlo v roce 2001 pod názvem A Fine Day To Exit. Z kapely odešel Dave Pybus, kterého na turné nahradil George Roberts. Krátce na to vyrazili na evropské turné, skládající se z dvaceti tří koncertů.
V únoru 2002 opustil kapelu kytarista Danny, který se na čas připojil k Duncanově kapele Antimatter, ale v dubnu se znovu vrátil. Po jedenácti letech se v sestavě znovu objevil Jamie. Na konci roku 2003 vyšlo album A Natural Disaster, nejprogresivnější album z jejich tvorby. Atmosférická hudba, podle někoho možná pomatená. V roce 2004 vyšel záznam z koncertu pojmenováný Were You There? v polském vydavatelství Metalmind. Po něm následovalo další DVD - A Moment In Time, také záznam z koncertu v Polsku.
Nejnovější album se mělo původně jmenovat Everything. Datum vydání byl několikrát odsunuto a název přejmenován, což vyvolalo mnoho polemik a spekulací mezi fanoušky. Dne 20. března 2010 kapela oznámila na svých oficiálních internetových stránkách a oficiální Facebook stránce datum vydání pro své nové album na 31. května 2010. Jméno alba je We're Here Because We're Here.

## Diskografie

### Dema
- An Iliad of Woes (1990)
- All Faith Is Lost (1991)

### EP
- The Crestfallen (1992)
- Pentecost III (1995)

### Studiová alba
- Serenades - únor 1993, Peaceville Records
- The Silent Enigma - 23. říjen 1995, Peaceville Records
- Eternity - 11. listopad, 1996 Peaceville Records
- Alternative 4 - 22. červen 1998, Peaceville Records
- Judgement - 21. červen, 1999 Music For Nations
- A Fine Day To Exit - 9. říjen 2001, Music For Nations
- A Natural Disaster - 3. listopad 2003, Music For Nations
- We're Here Because We're Here - 31. květen 2010, Kscope Records
- Weather Systems (2012)
- Distant Satellites (2014)
- The Optimist (2017)

### Kompilace
- Resonance (2001)
- Resonance Vol. 2 (2002)

### Spolupráce na kompilacích
- Peaceville 4: "Lovelorn Rhapsody" (1992)
- In The Name Of Satan (Venom tribute): "Welcome to Hell" (1994)
- Under The Sign Of The Sacred Star: "A Dying Wish" (1996)
- Slaytanic Slaughter II (Slayer tribute): "Read Between the Lies" (1996)
- Peaceville X: "Better Off Dead", "Goodbye Cruel World", "One of the Few" (1997)
- Super Summer Swinging Sounds (Kerrang! Compilation): "Make It Right (F.F.S.)" (1999)
- Peaceville Classic Cuts: "Empty" (2001)
- Monsters of Death Vol.1 (DVD): "Sweet Tears" (2005)

### Videa

#### Videoklipy
- "Sweet Tears" (1993, z alba Serenades)
- "Mine Is Yours" (1994, z alba Pentecost III)
- "The Silent Enigma" (1995, z alba The Silent Enigma)
- "Hope" (1996, z alba Eternity)
- "Pressure" (2001, z alba A Fine Day to Exit)

#### Official Live
- A Vision Of A Dying Embrace (30 min, VHS roce 1997 a DVD roce 2002, Peaceville)
- Were You There? (DVD, 2004, Music for Nations)
- A Moment in Time (DVD, 2006)

#### Bootleg
- Live in London, U.K. (35 min., Bootleg, 07.11.1992)
- Live In Istanbul / TURKEY
- Live in Geneve (50 min, Bootleg, 23.01.1994)
- Live in Czech (60 min, Bootleg, 13.11.1994)
- Live in Białystok, Poland (30 min, Bootleg, February, 1994)